# Domenico Canevaro
Domenico Canevaro (ur. 5 sierpnia 1683 w Genui, zm. 15 lutego 1745 tamże) – genueński polityk.
Od 20 lutego 1742 do 20 lutego 1744 roku Domenico Canevaro był dożą Republiki Genui.